# كاترين فرويلوند
كاترين فرويلوند (بالدنماركية: Katrine Fruelund)‏ مواليد 12 يوليو 1978 في راندرس، هي لاعبة كرة يد دانمركية سابقة. شاركت في دورة الألعاب الأولمبية الصيفية سنة 2000.

## الميداليات
| الميدالية | المسابقة                            |
| --------- | ----------------------------------- |
| ذهبية     | الألعاب الأولمبية الصيفية 2000      |
| ذهبية     | الألعاب الأولمبية الصيفية 2004      |
| ذهبية     | بطولة أوروبا لكرة اليد للسيدات 2002 |
| فضية      | بطولة أوروبا لكرة اليد للسيدات 1998 |

## روابط خارجية
- كاترين فرويلوند على موقع الاتحاد الأوروبي لكرة اليد (الإنجليزية)
- كاترين فرويلوند على موقع أوليمبيديا (الإنجليزية)